# Perlé - Ancienne ardoisières
Perlé - Ancienne ardoisières este o arie protejată (arie specială de conservare — SAC, sit de importanță comunitară — SCI) din Luxemburg întinsă pe o suprafață de 45,16 ha, integral pe uscat.

## Localizare
Centrul sitului Perlé - Ancienne ardoisières este situat la coordonatele 49°48′22″N 5°46′25″E / 49.8061°N 5.7736°E.

## Înființare
Situl Perlé - Ancienne ardoisières a fost declarat sit de importanță comunitară în decembrie 1998 pentru a proteja 4 specii de animale. Situl a fost protejat și ca arie specială de conservare în noiembrie 2009.

## Biodiversitate
Situată în ecoregiunea continentală, aria protejată conține 2 habitate naturale: Peșteri inaccesibile publicului, Păduri de fag Luzulo-Fagetum.
La baza desemnării sitului se află mai multe specii protejate de  mamifere (4): liliac cu urechi mari (Myotis bechsteinii), liliac cărămiziu (Myotis emarginatus), liliac comun (Myotis myotis), liliacul mare cu potcoavă (Rhinolophus ferrumequinum).
Pe lângă speciile protejate, pe teritoriul sitului au mai fost identificate 3 specii de mamifere.